# Anges et Démons (roman)
Pour les articles homonymes, voir Anges et Démons.
Ne doit pas être confondu avec Anges et Faucons.
Anges et Démons (titre original : Angels and Demons) est un roman policier de Dan Brown paru en 2000. Il compose le premier volet de l'hexalogie (6 romans en 2025) ayant pour héros le professeur Robert Langdon. Anges et Démons a pour thème la menace des Illuminati, une secte ancestrale luttant contre l'obscurantisme, contre les représentants de l'Église catholique au Vatican.
Une adaptation cinématographique, avec Tom Hanks, a été réalisée par Ron Howard en 2009.

## Résumé
L'histoire débute quand les ingénieurs du CERN arrivent à fabriquer de l'antimatière. Mais une personne éminente du laboratoire est assassinée et l'une des capsules renfermant de l'antimatière est volée. Pendant ce temps, le pape meurt et les cardinaux du Vatican doivent lui trouver un successeur. Une vidéo est envoyée à l'attention du Vatican montrant la capsule volée et les quatre favoris papabiles sont kidnappés. La vidéo a été envoyée par un tueur, lui-même engagé par la société secrète des Illuminati qui menace de détruire le Vatican. C'est ainsi que le directeur du CERN s'adresse à Robert Langdon, professeur à l'université Harvard. Ce dernier, accompagné de la fille du scientifique assassiné Vittoria Vetra, a peu de temps et peu de cartes en main pour résoudre cette affaire. En effet, les favoris sont exécutés les uns après les autres à travers Rome sans grande difficulté de la part des Illuminati, alors que Langdon se démène pour entraver leurs plans de destruction. Finalement, il est avéré que le retour des Illuminati est en réalité un coup monté du camerlingue Carlo Ventresca dans le but de devenir pape. Fou de rage en s'apercevant que ses machinations ont été révélées au grand jour, Ventresca se suicide après avoir empêché la destruction du Vatican.

## Personnages
- Robert Langdon, professeur à Harvard en symbolique religieuse.
- Vittoria Vetra, italienne, auxiliaire de Langdon, et fille du physicien Leonardo Vetra assassiné en début de roman.
- Carlo Ventresca, camerlingue du pape décédé.
- Maximilien Kohler, directeur du CERN, handicapé en fauteuil roulant.
- L'Assassin, c'est le personnage qui exécute les cardinaux favoris à la succession du pape
- Saverio Mortati, cardinal nommé grand électeur du conclave.
- Olivetti, commandant de la police du Vatican
- Gunther Glick, journaliste à la BBC.
- Chinita Macri, cadreuse à la BBC.
- Rocher, capitaine de la Garde suisse pontificale.
- Chartrand, lieutenant de la Garde suisse pontificale

## Ambigrammes
Des ambigrammes (représentant les noms des quatre éléments) jouent un rôle non négligeable dans l'intrigue ; ceux du livre (ainsi que celui du titre de la couverture de la version anglaise) ont été en réalité composés par John Langdon (en), dont le nom a servi de modèle pour celui du personnage principal.

## Lieux de l'histoire
Suisse :
- Siège de l'Organisation européenne pour la recherche nucléaire (CERN) à Genève

Vatican :
- Place Saint-Pierre
- Basilique Saint-Pierre
- Chapelle Sixtine

Rome :
- Château Saint-Ange
- Fontaine des Quatre-Fleuves
- Panthéon (Rome)
- Église Santa Maria Della Vittoria de Rome
  - L'Extase de sainte Thérèse
- Église Sainte-Marie-du-Peuple (Piazza del Popolo)
  - Chapelle Chigi

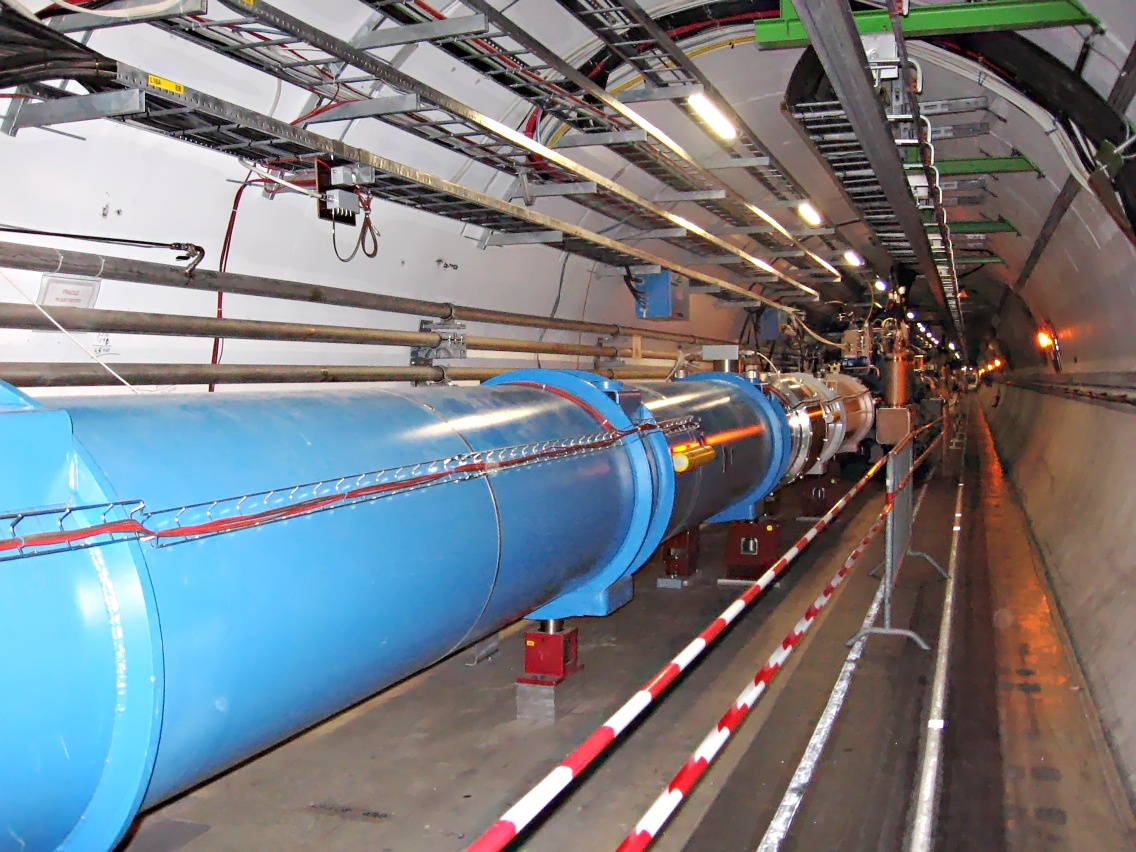
Tunnel du Large Hadron Collider avec tubes contenant les électroaimants supraconducteurs.
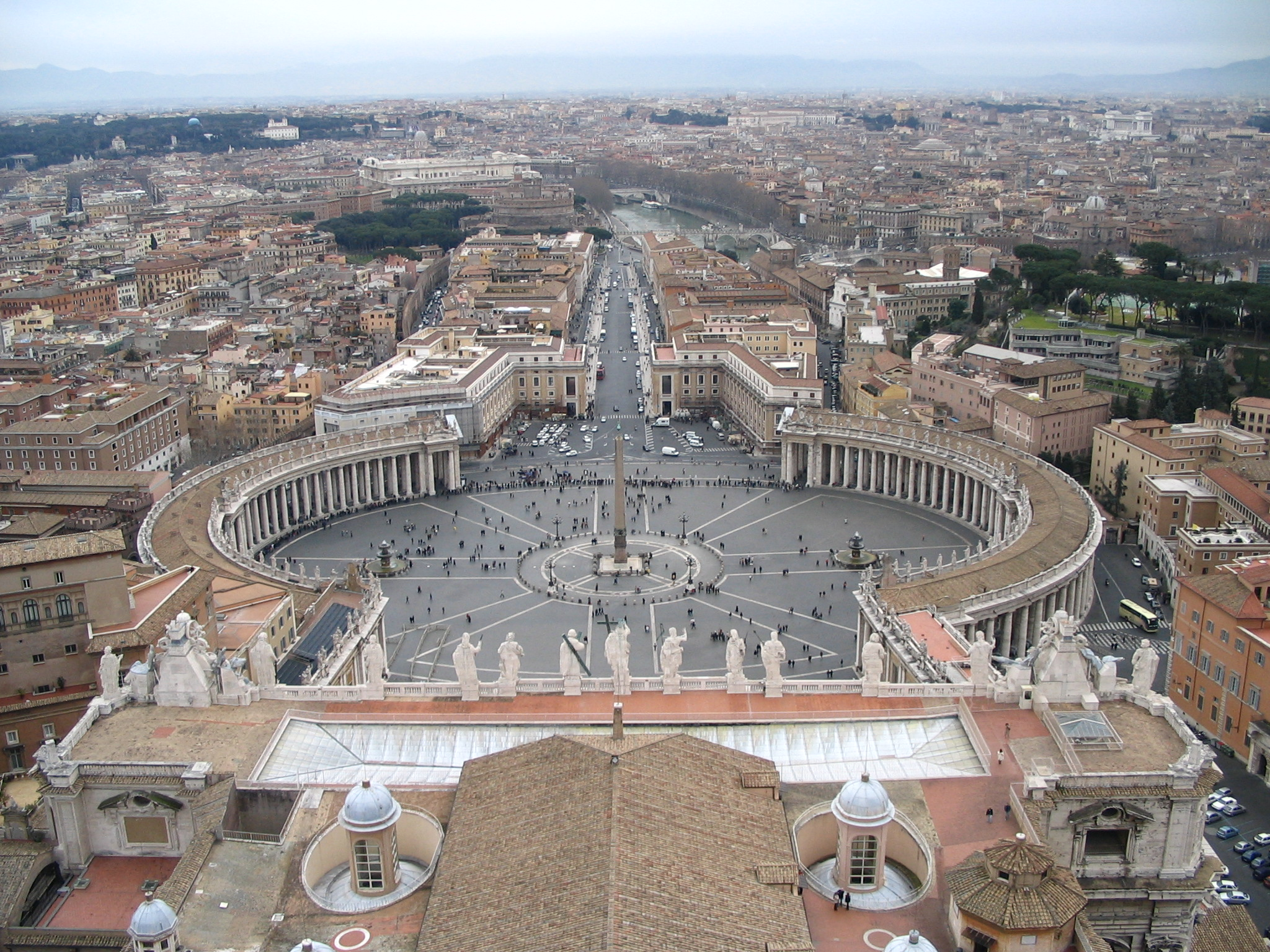
La place Saint-Pierre
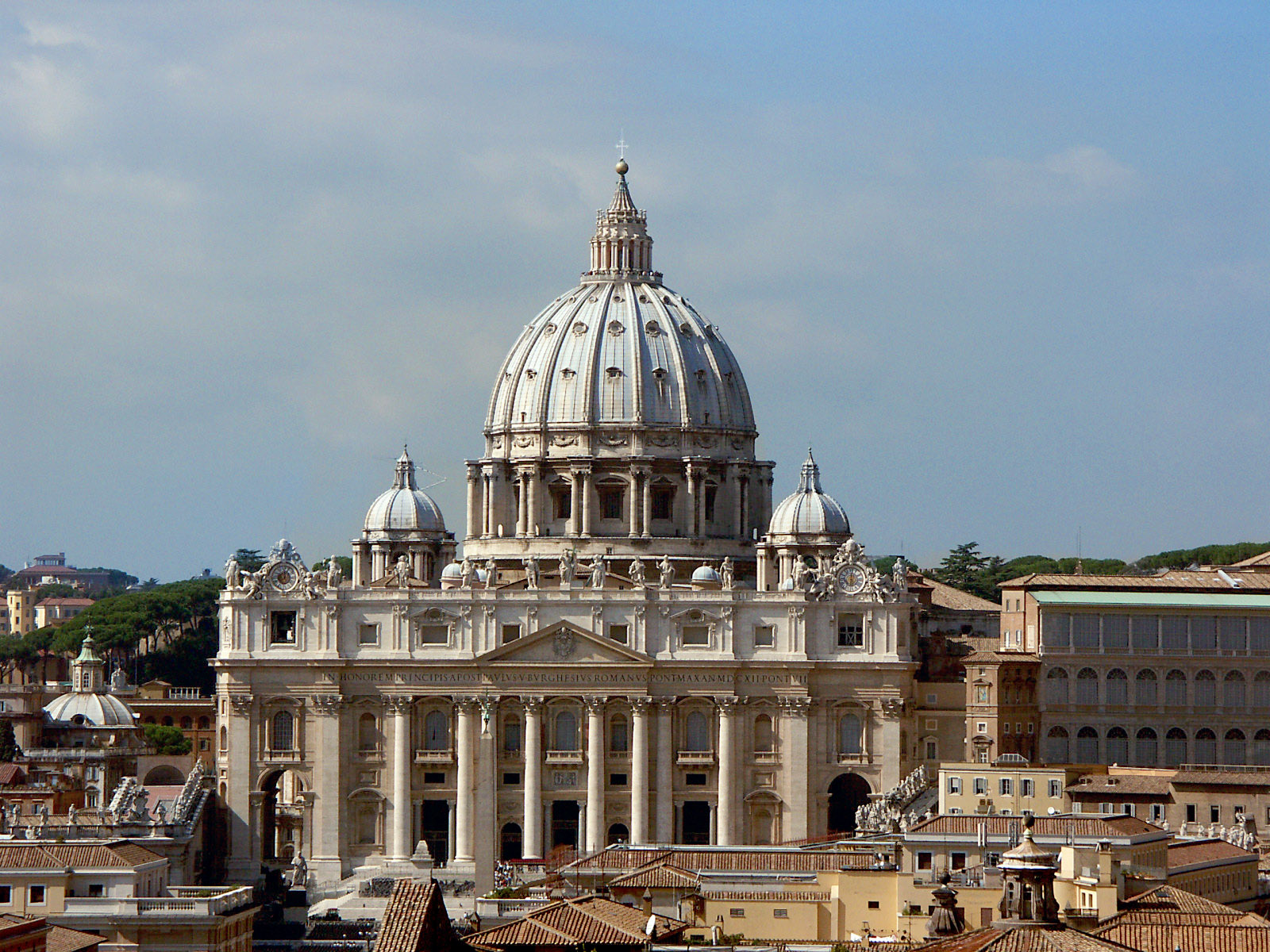
Basilique Saint-Pierre
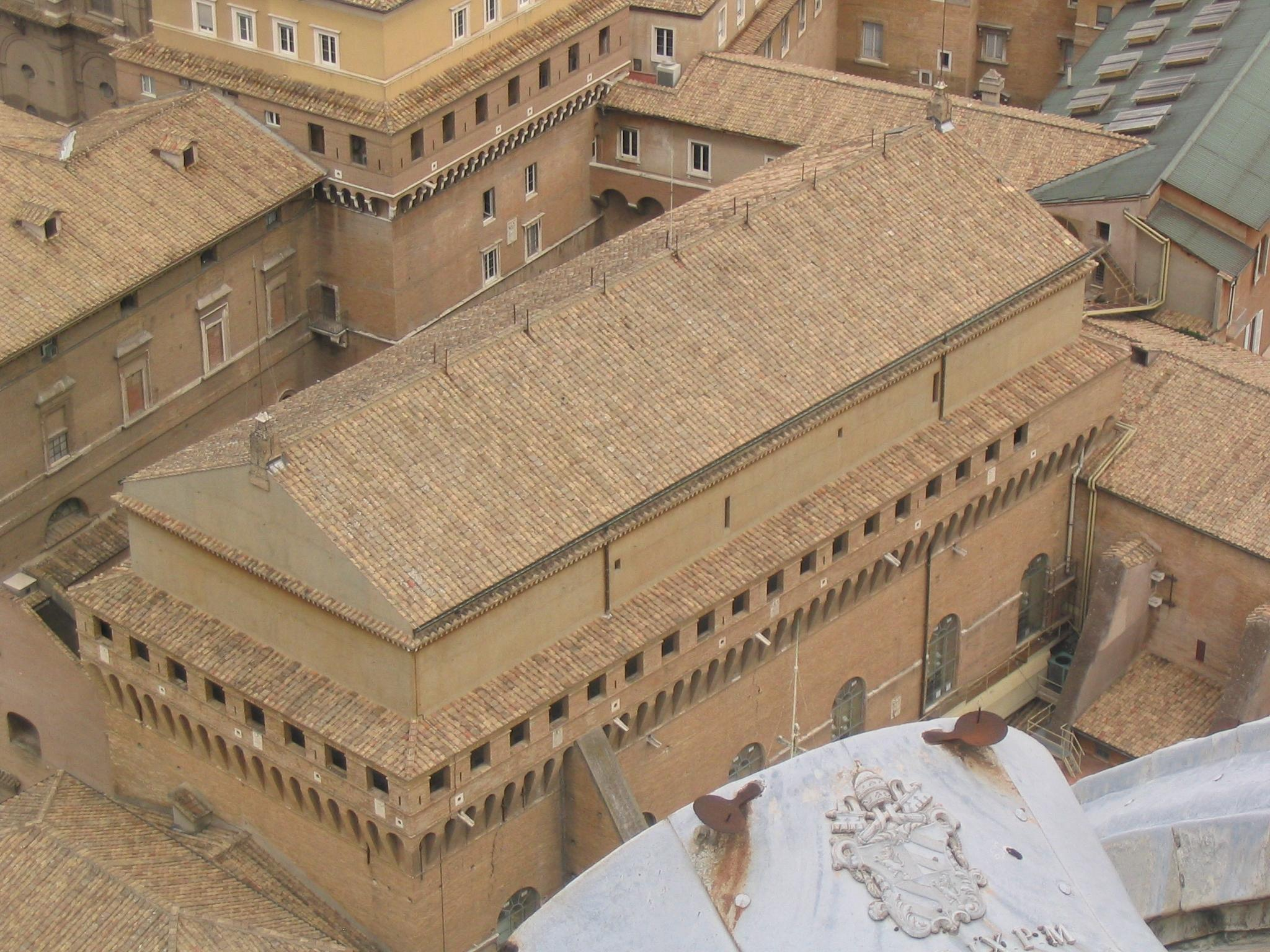
Chapelle Sixtine
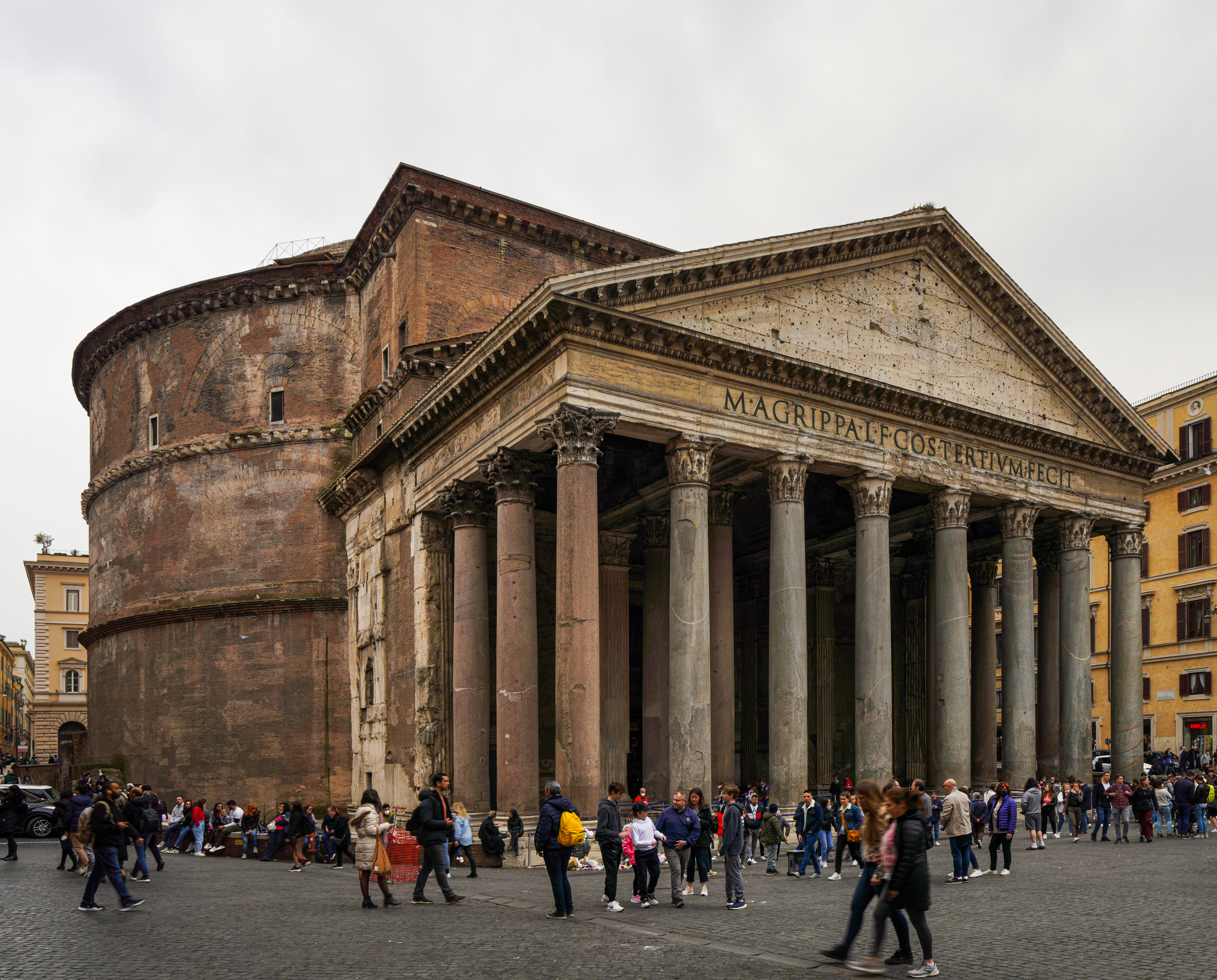
Panthéon (Rome)
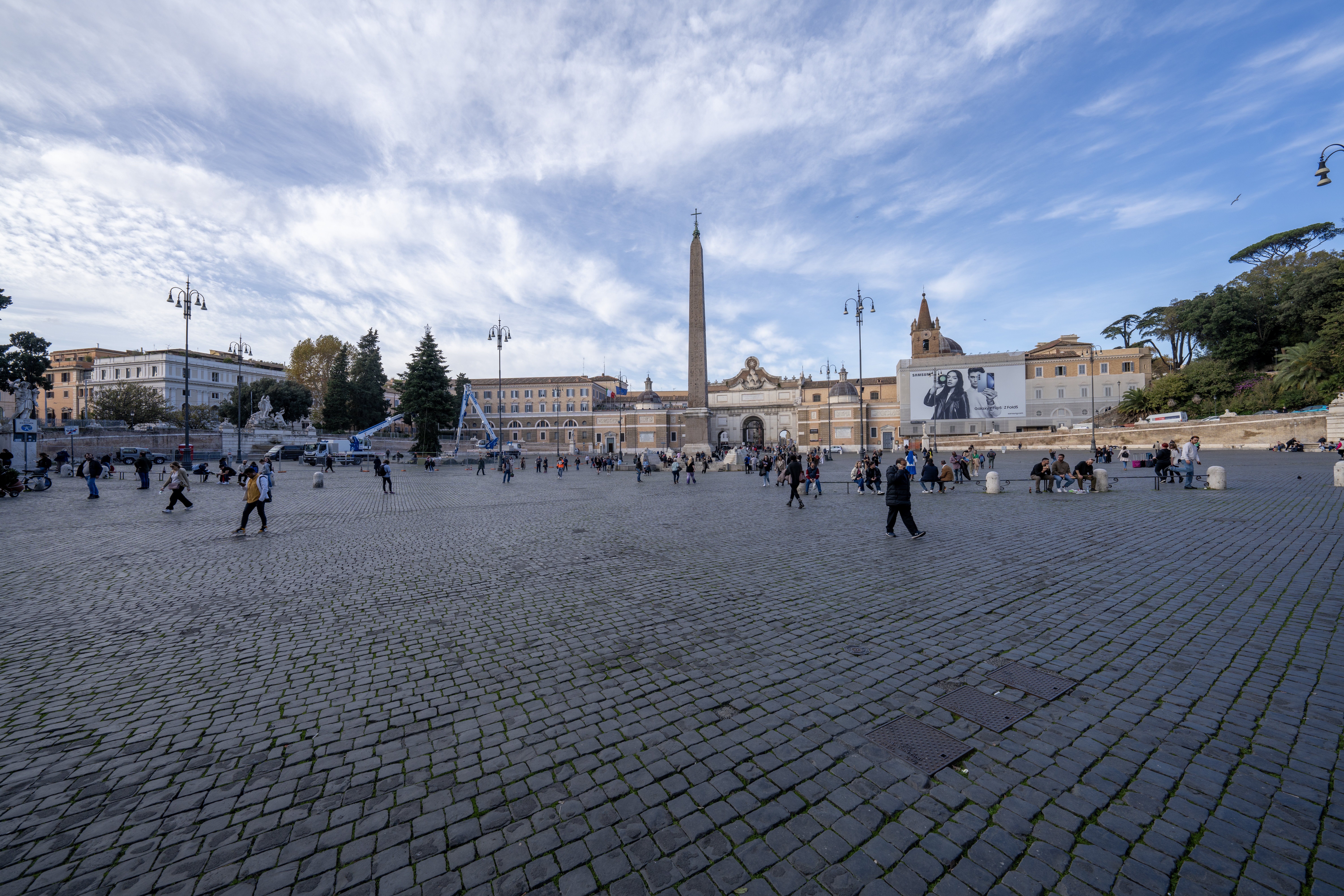
Piazza del Popolo et son obélisque
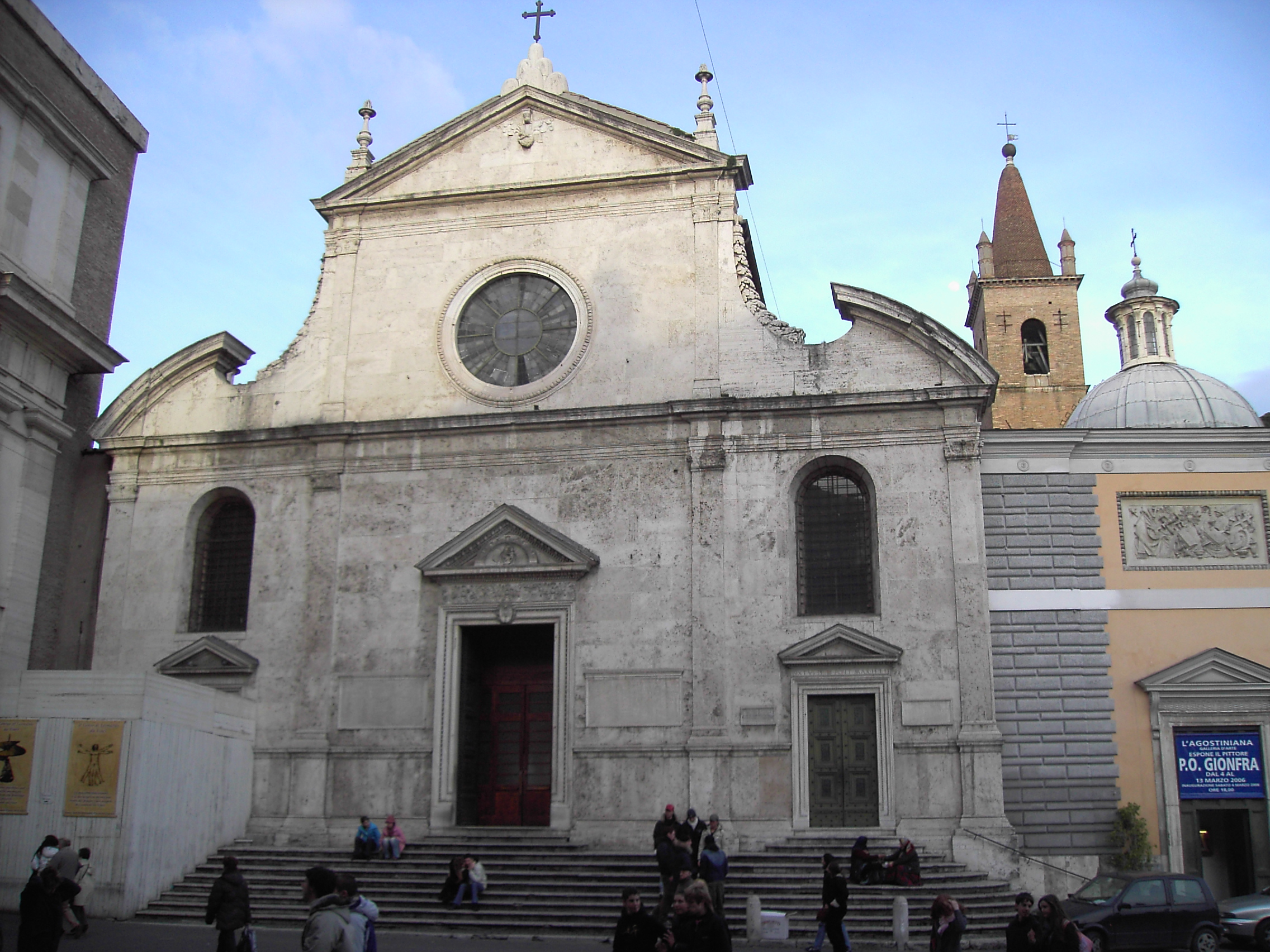
Église Sainte-Marie-du-Peuple
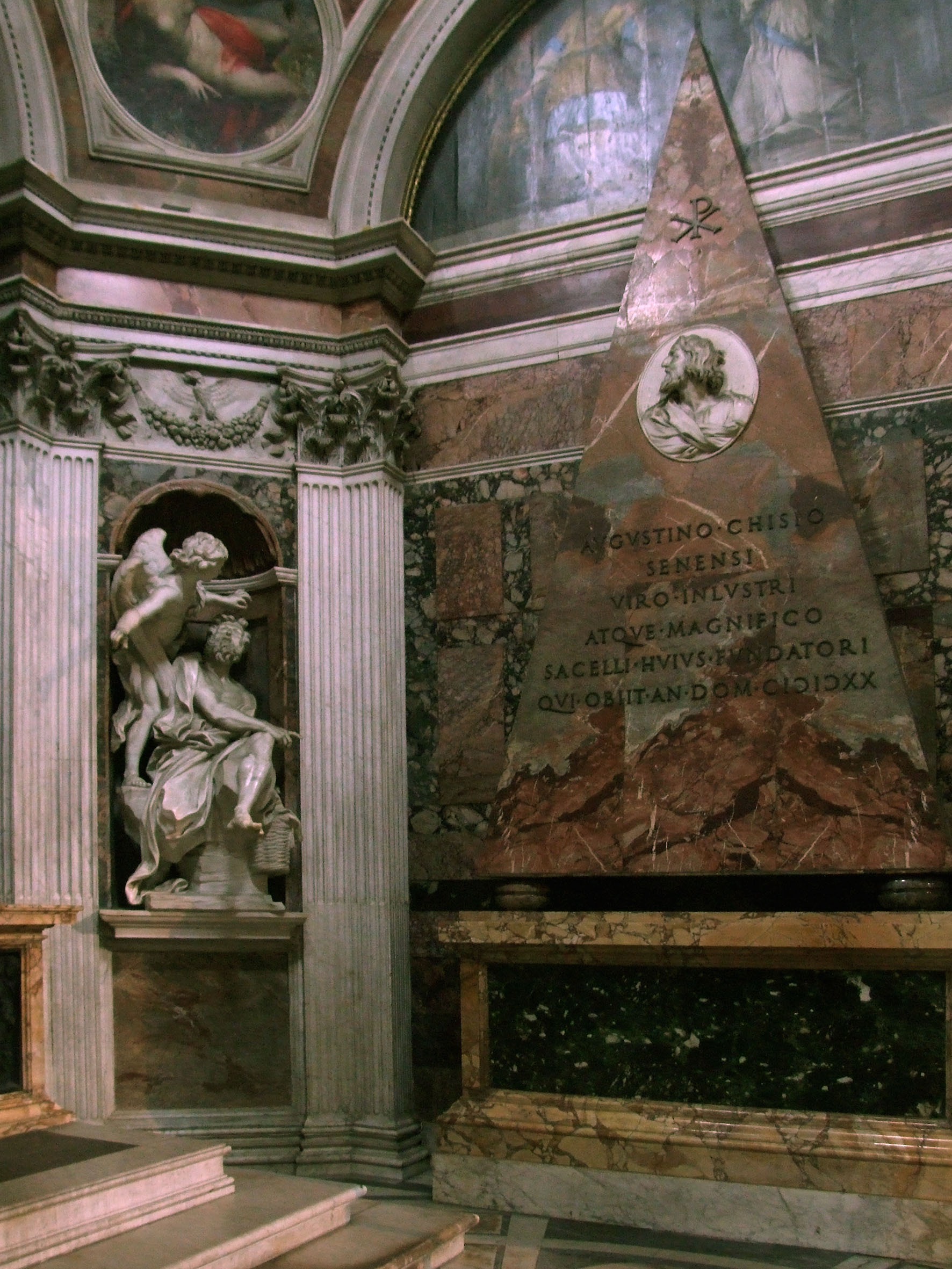
Chapelle Chigi
Église Santa Maria Della Vittoria de Rome
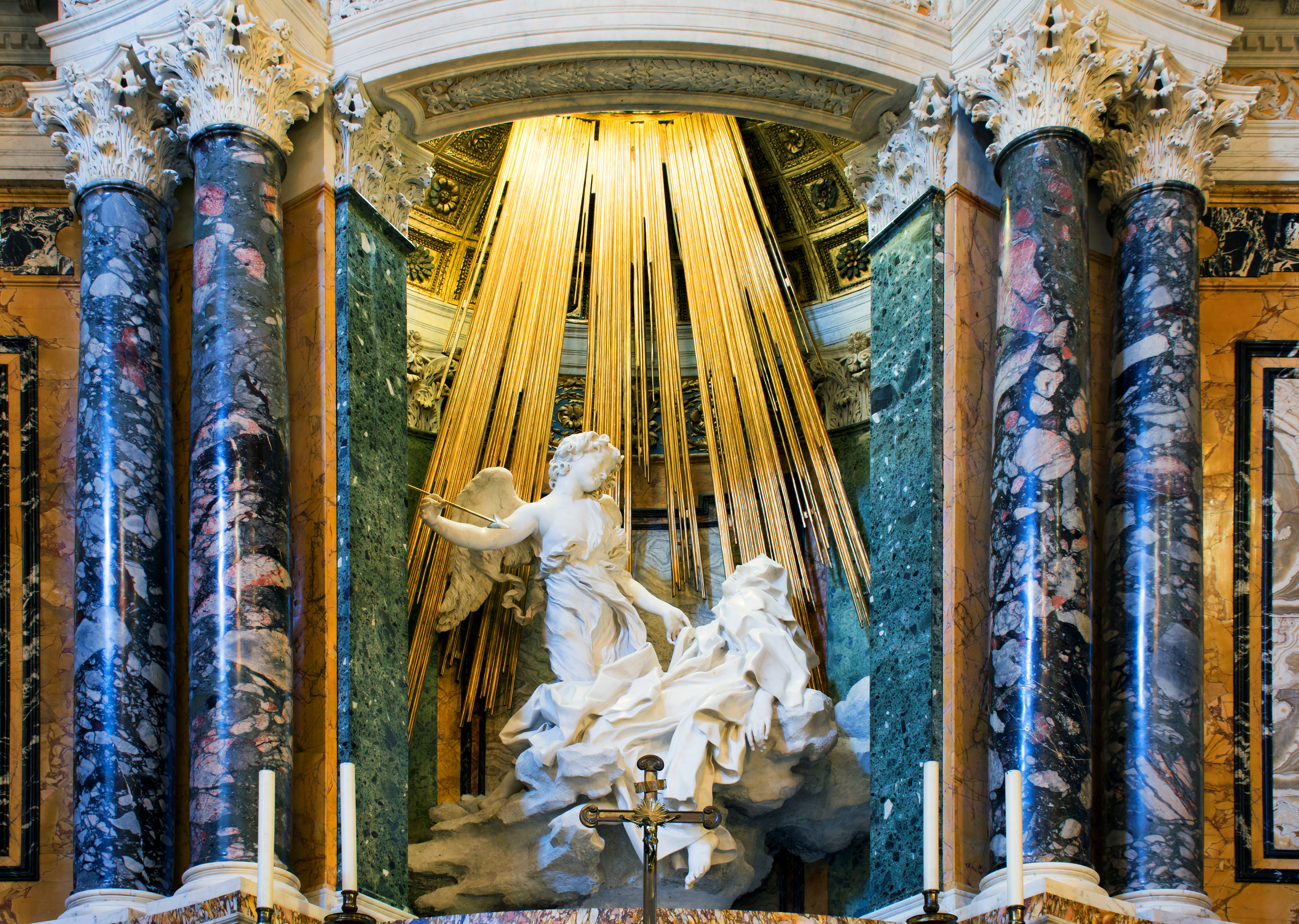
Transverbération de sainte Thérèse
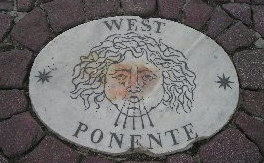
Dalle de la place Saint-Pierre
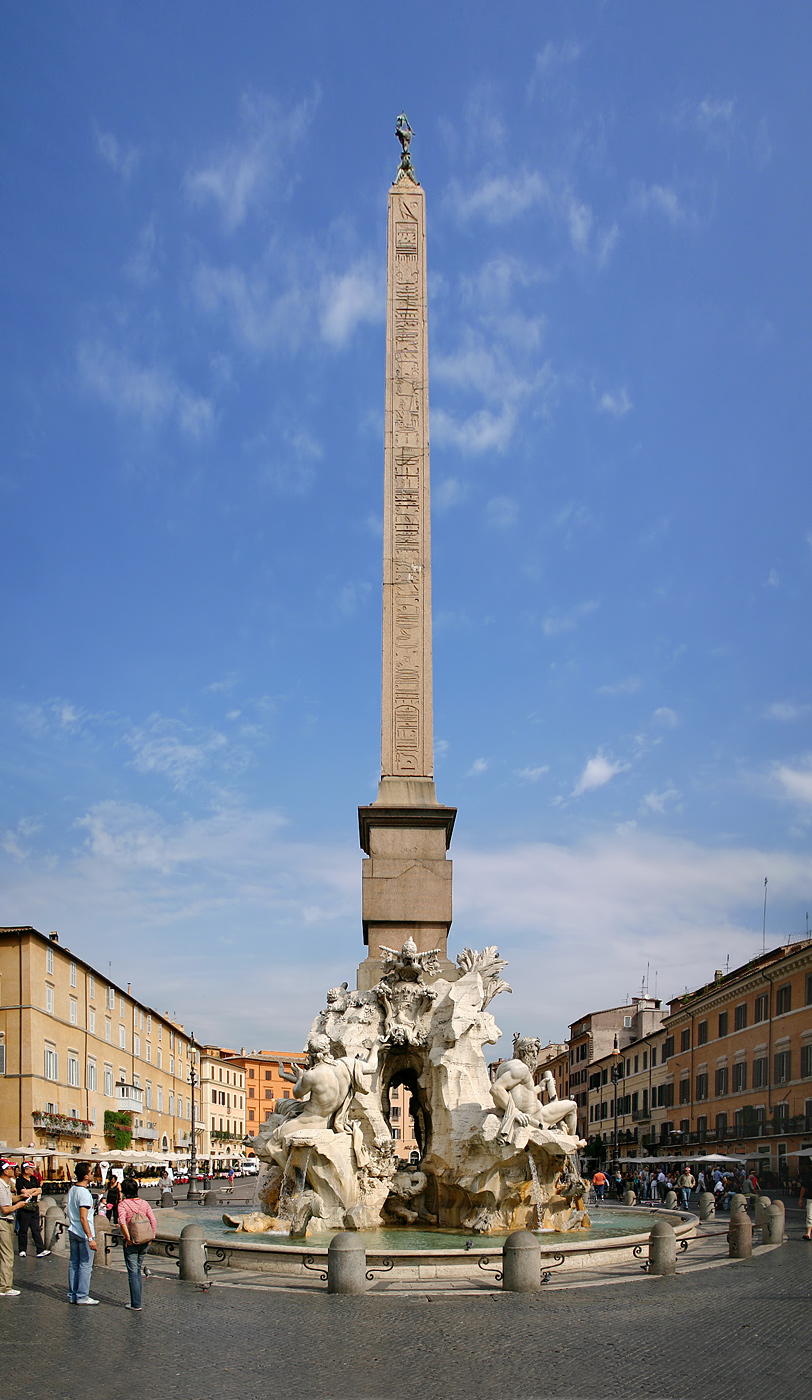
Fontaine des Quatre-Fleuves
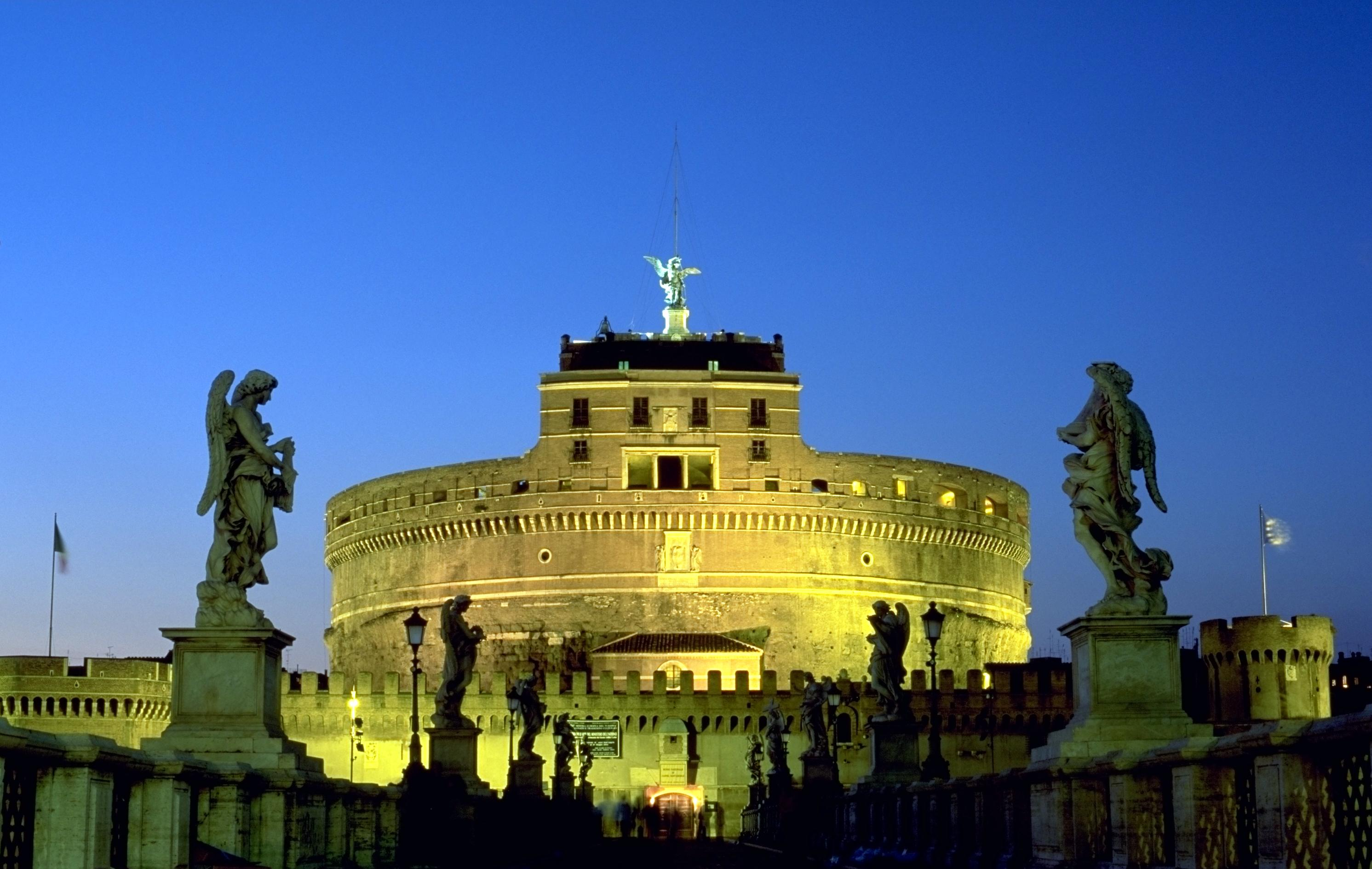
Château Saint-Ange
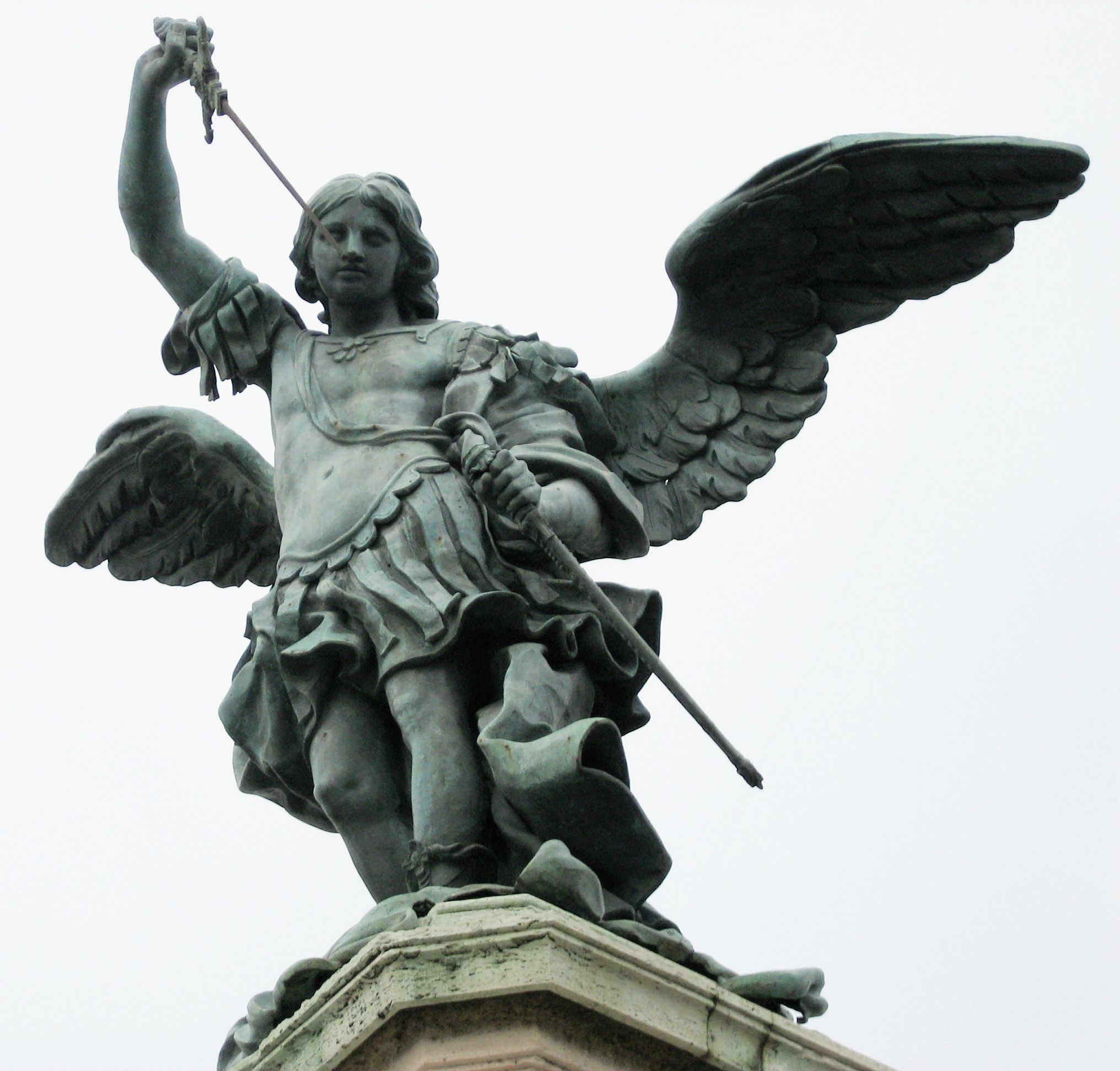
L'Ange de Peter Anton von Verschaffelt au château Saint-Ange

## Éditions
- Aux États-Unis (version originale), Anges et Démons a été publié chez Pocket Books en 2000, donc avant Da Vinci Code (2003). En France, le roman est sorti en mars 2005, après le Da Vinci Code, aux Éditions Jean-Claude Lattès. Il est traduit de l'anglais par Daniel Roche.

## Adaptation cinématographique
- 2009 : Anges et Démons, film américain réalisé par Ron Howard, adaptation du roman éponyme, avec Tom Hanks dans le rôle de Robert Langdon